# یورن لسلی سورنسن

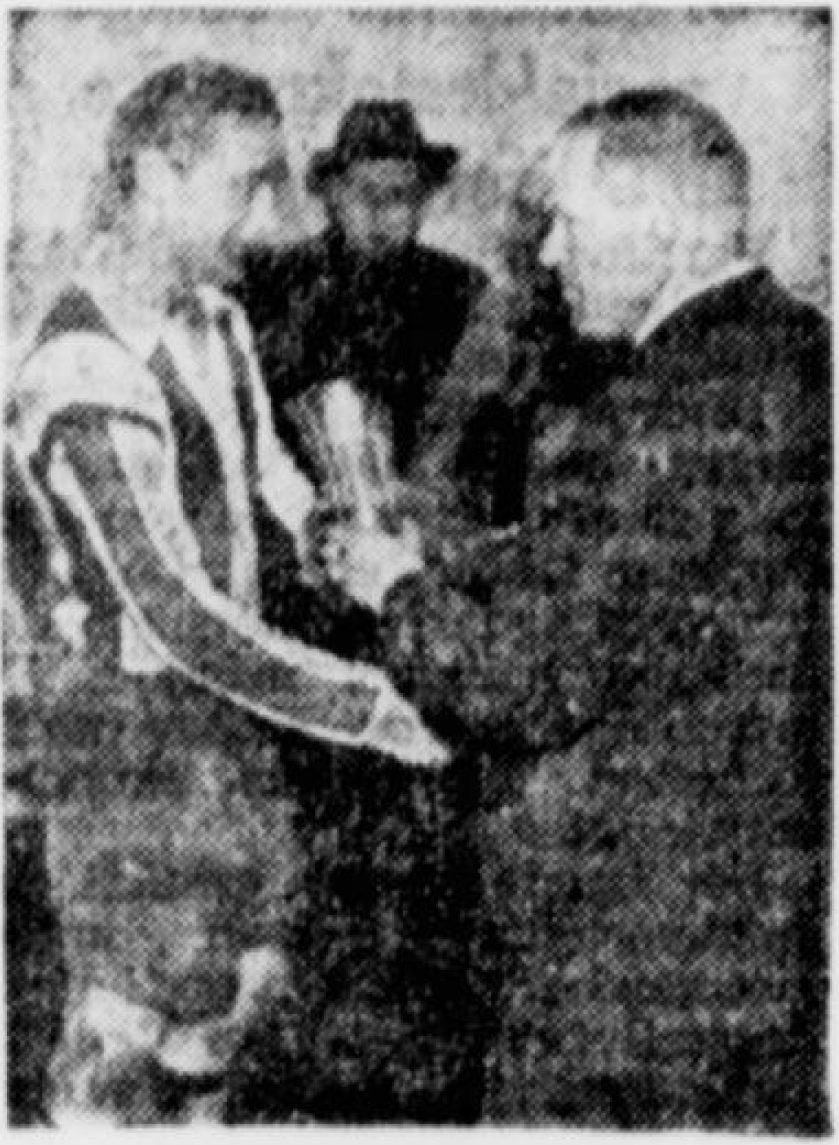
یورن لسلی سورنسن (سمت چپ تصویر) - ۱۹۴۸

یورن لسلی سورنسن (دانمارکی: Jørgen Leschly Sørensen; ۲۴ سپتامبر ۱۹۲۲ – ۲۱ فوریهٔ ۱۹۹۹) بازیکن فوتبال اهل دانمارک بود.
از باشگاه‌هایی که در آن بازی کرده‌است می‌توان به باشگاه فوتبال آتالانتا، باشگاه فوتبال آ.ث. میلان، و باشگاه فوتبال ادنسه اشاره کرد.
وی همچنین در تیم ملی فوتبال دانمارک بازی کرده‌است.
وی در مسابقات کشوری و بین‌المللی در مجموع برندهٔ ۱ مدال برنز شده‌است.